# Tharald Blanc
Tharald Blanc (6. december 1838 i Bergen — 1921) var en norsk teaterhistoriker.
Blanc, der siden 1889 var protokolsekretær i Højesteret, var i 21 år (indtil 1890) teateranmelder i Norske Intelligenssedler og Aftenposten. Blancs store kærlighed til scenisk kunst har gjort ham til en fremragende samler af stof til norsk teaterhistorie.
Hans større arbejder Norges første nationale scene (1884), Kristiania teaters historie 1827-77 (1399) og Henrik Ibsen og Kristiania teater (1906) har betydning som de så godt som eneste kildeskrifter, Norges yderst fattige teaterhistorie ejer.